# Cementerio nuclear

Símbolo utilizado tradicionalmente para indicar la presencia de radiactividad.

Cementerio nuclear es un término usado para designar una instalación destinada al enterramiento de residuos radiactivos con carácter definitivo.  Se consideran repositorios nucleares o almacenamientos definitivos de residuos radiactivos:   almacenes de residuos de media y baja actividad y los almacenes geológicos profundos. Las zonas del fondo oceánico utilizadas para el vertido de bidones con residuos radiactivos, denominados en ocasiones almacenes submarinos también se les llama cementerios nucleares marinos.
En los medios de comunicación a veces se utiliza impropiamente el término 'Repositorio nuclear' para designar cualquier lugar utilizado para almacenar sustancias producidas en reacciones nucleares aunque no se trate almacenes definitivos ni su contenido sea realmente residuos radiactivos.
Los residuos radiactivos normalmente constan de una serie de radioisótopos: configuraciones inestables de los elementos que emiten radiaciones ionizantes que pueden ser nocivas para la salud humana y el medio ambiente. Los isótopos emiten diferentes tipos y niveles de radiación, durante períodos distintos para cada uno de ellos.

## Tipos de residuos
Atendiendo a las características de su gestión, los residuos radiactivos suelen clasificarse según la actividad específica (actividad/unidad de masa), relacionada con su período de semidesintegración radiactiva en:
- Residuos de baja actividad: son los generados en el ciclo nuclear, en los hospitales y en la industria (por ejemplo: tierras contaminadas, papel, trapos, herramientas, ropa, filtros, etc.), con contaminación beta-gamma procedente de isótopos de un periodo de semidesintegración de hasta 30 años, o con contaminación alfa de actividad específica bajísima.[2]

- Residuos de media actividad: contienen cantidades más altas de radiactividad y, en algunos casos, requieren protección. Incluyen resinas, productos químicos y yodos del reactor nuclear, así como los materiales contaminados durante el desmantelamiento del reactor. Suelen ser solidificados en hormigón o alquitrán para su eliminación. Su periodo de semidesintegración es también de hasta 30 años.[3]

- Residuos de alta actividad: son los producidos por los reactores nucleares. Contienen productos de fisión y elementos transuránicos, generados en el núcleo del reactor. Son altamente radiactivos, y a menudo a elevada temperatura. Los residuos de alta actividad suponen más del 95 % de la radiactividad total producida en el proceso de generación de electricidad nuclear. Incluye aquellos isótopos, de periodo de semidesintegración breve, cuando se acumulan cantidades importantes, y todos aquellos cuyo proceso de semidesintegración supera los 30 años. Entre estos residuos se encuentran los actínidos; por ejemplo el plutonio-240, con un periodo de semidesintegración de aproximadamente 6600 años, y el neptunio-237, con un periodo se semidesintegración de 2 130 000 años.

## Tipos de almacenado

### De residuos de baja actividad
Los almacenes de residuos de baja y media actividad suelen ubicarse en superficie o a baja profundidad, y en ocasiones aprovechando minas abandonadas. Albergan todo tipo de residuos de baja y media actividad, y están diseñados con un sistema de barreras múltiples, tanto naturales como artificiales, en zonas geológicamente estables e impermeables. Además, los residuos se ubican en contenedores para evitar su contacto con el exterior.

### Almacenes temporales
El almacén temporal centralizado (ATC) está diseñado para albergar temporalmente residuos de alta actividad y combustible gastado, en este sentido no debe considerarse un cementerio nuclear. En su interior se gestionan los residuos radiactivos, bien como solución temporal para su aislamiento, o bien con el objetivo de tratar y reciclar estos residuos. En países como Francia o el Reino Unido, se encuentran anexos a plantas de reprocesado, donde se separa cualquier elemento utilizable, como el uranio y el plutonio, de productos de fisión y otros materiales existentes en el combustible nuclear gastado en los reactores nucleares. El problema de este tipo de instalación es que está concebida para el almacenamiento durante menos de 100 años, mientras que este tipo de residuos pueden tener una semivida superior a 300 años.

### Almacenes geológicos

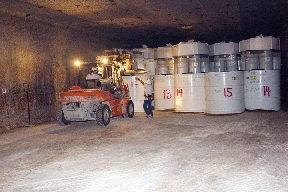
Almacenado de residuos radiactivos en la Waste Isolation Pilot Plant, en Carlsbad (Estados Unidos).

El almacenamiento geológico profundo (AGP) se utiliza para residuos de alta actividad, y es el lugar donde deben almacenarse éstos durante un periodo de miles de años. Su utilización está justificada por motivos tecnológicos, ambientales y de seguridad, éticos y de buena práctica internacional. Asegura la protección a largo plazo del ser humano y del medio ambiente contra las radiaciones, aprovechando formaciones geológicas que permitan ubicar estos residuos tan duraderos. Los factores más importantes de este tipo de almacenado son la formación geológica a utilizar (como simas y cuevas) y las barreras artificiales para aislarlo del medio.
El sistema se encuentra en fase de desarrollo; si bien la mayoría de países con un alto desarrollo nuclear se encuentran en fase de estudio de ubicaciones idóneas, en Nuevo México funciona el único AGP del mundo, el Waste Isolation Pilot Plant, destinado a residuos militares de Estados Unidos.

### Almacenamiento submarino
El vertido de residuos radiactivos en los mares fue una práctica habitual desde los años 1950. A finales de la década, hubo varias controversias sobre estos vertidos en las costas de los Estados Unidos por empresas autorizadas por la Comisión de Energía Atómica, y en el mar de Irlanda a cargo de empresas británicas, y la práctica se incrementó con la proliferación nuclear de los años 1980. 
Desde 1993, existen leyes internacionales que prohíben el depósito de residuos de alta actividad en el mar. A pesar de esta legislación, se estudia la posibilidad de utilizar fosas oceánicas como almacenes en distintas partes del mundo. Se estima que la Fosa Atlántica (parte de la Dorsal mesoatlántica, situada a unos 700 km de las costas de Galicia y de unos 4.000 m de profundidad) alberga más de 140 000 toneladas de residuos radiactivos, vertidos entre 1967 y 1983.

## Accidentes

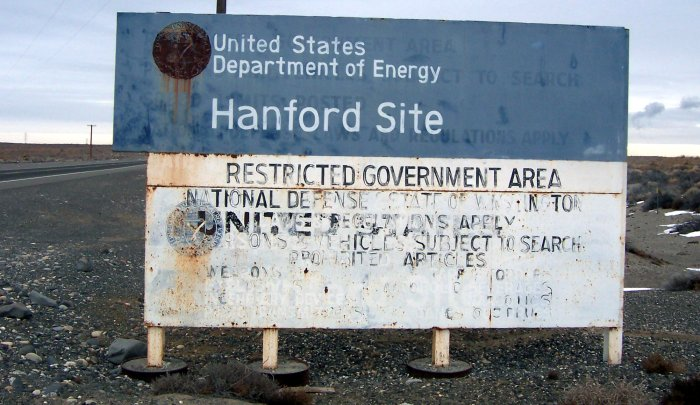
Cartel de entrada a Hanford Site.

El almacenamiento de este tipo de residuos en cantidades importantes les convierte en lugares altamente peligrosos, por lo que son objeto de extremas medidas de seguridad. No obstante, a lo largo de la historia se han producido algunos accidentes que han producido fugas radiactivas a la atmósfera.
- Entre 1948 y 1951, se produjeron fugas en un almacén en la Unión Soviética que provocó un vertido al río Tetcha, lo que provocó la evacuación de más de 7000 personas.[7]

- El 29 de septiembre de 1957 la planta rusa de Mayak sufrió la explosión de un contenedor que liberó 2 000 000 de curios, lo que provocó la evacuación de 11 000 personas y la muerte de un número indeterminado, siendo el segundo accidente nuclear más grave de la historia de la URSS tras el accidente de Chernóbil.[7] El biólogo disidente Zhores Medvedev afirmó en 1978 que este accidente había provocado centenares de muertos, hecho ocultado por el régimen soviético.

- El 20 de abril de 1973, en las instalaciones de Hanford Site, en Estados Unidos, un tanque de residuos  dejó escapar 435 000 litros de residuos líquidos altamente radiactivos de cesio, estroncio y plutonio.

- En 1993 se produjeron dos graves accidentes en instalaciones ex soviéticas que ocasionaron las consiguientes fugas radiactivas en los depósitos de Tomsk (en abril) y de nuevo Mayak (en julio), lo que puso en evidencia la seguridad de los depósitos en la antigua URSS.[7]